# Калень (Ґостинінський повіт)
Калень (пол. Kaleń) — село в Польщі, у гміні Щавін-Косьцельни Ґостинінського повіту Мазовецького воєводства.
Населення — 186 осіб (2011).
У 1975-1998 роках село належало до Плоцького воєводства.

## Демографія
Демографічна структура станом на 31 березня 2011 року:
|          | Загалом | Допрацездатний вік | Працездатний вік | Постпрацездатний вік |
| -------- | ------- | ------------------ | ---------------- | -------------------- |
| Чоловіки | 79      | 9                  | 58               | 12                   |
| Жінки    | 107     | 27                 | 59               | 21                   |
| Разом    | 186     | 36                 | 117              | 33                   |